# Petit cartilage alaire
Les petits cartilages alaires (ou cartilages carrés de Hirschfeld) sont des cartilages du nez qui participe à la formation de la partie antérieure de la cavité nasale. Ils sont pairs.
Ce sont 3 à 4 petits morceaux de cartilage hyalin des situés deux côtés du nez. Ils se trouvent entre le cartilage latéral du nez et le grand cartilage alaire. Ils sont intégrés dans une membrane fibreuse dure qui relie les bords postérieurs du cartilage latéral du nez et du grand cartilage alaire au processus frontal du maxillaire.